# Fensterfels
Der Fensterfels ist eine Felsformation und zugleich eine ehemalige Burganlage im Wasgau.

## Lage
Der Fensterfels befindet sich im äußersten Westen der Gemarkung der Ortsgemeinde Leinsweiler im Bergsattel zwischen den beiden Kuppen des bis zu 485 Metern hohen Scharfenberg. Wenige Meter weiter westlich befindet sich die Gemarkungsgrenze zur Stadt Annweiler am Trifels. Im näheren Einzugsgebiet liegen die Ruinen der zur Trifelsgruppe gehörenden Burgen Scharfenberg und Anebos, zwischen denen sich der Fensterfels auf halber Strecke befindet. In unmittelbarer Nachbarschaft befindet sich der Bindersbacher Turm und etwas weiter weg der Jungturm sowie der Burgstall Münzfels.

## Burg
Am Fensterfels war im Mittelalter eine Holzburg angebracht, die als Beobachtungswarte fungierte.

## Beschaffenheit
Beim Fensterfels handelt es sich um einen Buntsandsteinfelsen.

## Tourismus
Der Felsen wird von Kletterern frequentiert. Innerhalb der Felswand existieren insgesamt elf Kletterrouten. Der Prädikatswanderweg Pfälzer Weinsteig sowie der Saar-Pfalz-Weg, der die Kennzeichnung Schwarzer Punkt auf weißem Balken trägt und von Saarbrücken nach Rülzheim verläuft, führen an der Felsformation vorbei.